# Категоризация проектов
Категоризация проектов (англ. Categorize Components) — компонент группы процессов выравнивания при управлении портфелем проектов. Категоризация проектов подразумевает под собой процесс объединения компонентов в однородные группы, имеющие общие цели, критерии оценки, селекции, независимо от места происхождения в организации. Категоризация, среди прочего, позволяет произвести балансирование портфеля.

## Категоризация и классификация — разница в понятиях
Некоторые словари используют эти термины как взаимозаменяемые, но, чтобы предотвратить возможную смысловую путаницу, в этой статье термин «категоризация» последовательно используется для определения круга объектов со схожими характеристиками или свойствами.
Объект может быть отнесен более чем к одной категории; иными словами, категории не являются взаимоисключающими. Термин «класс» часто используется в более узком значении, для того, чтобы обозначить круг объектов, которые могут быть отнесены только к
данному классу; таким образом, классы, используемые в данном контексте, являются взаимоисключающими. В этой статье мы будем использовать термин «класс» для классификации проектов по некоторым критериям в рамках определенных категорий.

## Система классификации проектов
Существуют четыре основных направления, по которым мы можем определить систему классификации проектов:
1. географическое положение;
2. промышленный сектор (система стандартной промышленной классификации);
3. фаза жизненного цикла проекта;
4. продукция проекта (строительство здания или разработка нового продукта).

Наиболее важной является декомпозиция по типу продукта проекта или по достижимости цели проекта — например, строительство нового здания, разработка нового продукта или нового программного обеспечения. Каждый из этих типов проектов имеет больше общего с другими схожими проектами, производящими тот же самый тип продукции, чем с другими типами проектов. Например, существует гораздо большее сходство между проектами, разрабатывающими новую систему программного обеспечения в строительной компании и банке, чем между тремя проектами в том же самом банке: проектом строительства нового здания, проектом разработки нового банковского продукта и проектом разработки новой системы компьютерного программного обеспечения.

## Цели и использование системы категоризации проектов
Существование согласованной глобальной системы категоризации проектов стало бы причиной и стимулом постоянного совершенствования для каждой категории и подкатегории проектов в области:
- определения стратегических портфелей проектов и их согласования со стратегиями роста;
- отбора и разработки наилучших моделей жизненного цикла проектов;
- определения и применения наилучших практических методик для:
  - отбора проектов и определения приоритетов,
  - планирования, реализации и контроля, создания шаблонов,
  - методов управления рисками в проекте,
  - стандартов и процедур управления проектами,
  - разработки специализированного программного обеспечения;
- разработки специализированного свода знаний по управлению проектами;
- отбора и обучения руководителей проектов и специалистов по управлению проектами;
- улучшения качества образования и подготовки специалистов по управлению проектами;
- более эффективной индивидуальной сертификации специалистов по управлению проектами, планирования их карьеры;
- более сфокусированных исследовательских усилий;
- организации презентаций статей по управлению проектами во время проведения деловых встреч и т. д.

## Определение категорий
Целью процесса определения категорий является выявление групп компонент, обладающих общими стратегическими целями и критериями оценки. Менеджмент компании использует стратегический план организации для выявления категорий проектов. Категории, которые возникают в результате потребностей различных департаментов организации, также могут быть включены в рассмотрение. Важным моментом является то, что категории должны быть четко определены и понятны; при изменении стратегии организации категории также должны меняться. Примеры категорий проектов:
- увеличение прибыльности
- снижение риска
- увеличение производительности
- выполнение обязательств
- увеличение доли на рынке
- улучшение процессов
- требования ведения бизнеса

Каждая категория может иметь подкатегорию для получения сравнительных таблиц, графиков и т. д. Пример:
- размер (бюджеты, доступные ресурсы и т. д.)
- продолжительность
- степень привлекательности для покупателя
- тип (проект, портфель, программа)
- жизненный цикл